# ناثان قاي
ناثان قاي (بالإنجليزية: Nathan Guy)‏ هو فلاح وسياسي نيوزلندي، ولد في 1970 في نيوزيلندا. حزبياً، نشط في الحزب الوطني في نيوزيلندا. وقد انتخب عضو مجلس النواب النيوزيلندي عن دائرة Ōtaki (New Zealand electorate) ‏ وقد انضم خلال فترته النيابية ‏ للكتلة البرلمانية الحزب الوطني في نيوزيلندا.